# وون كوري
وون كوري هي العملة الرسمية لإمبراطورية كوريا من سنة 1902 إلى سنة 1910 في أيام حكم غوانغمو إمبراطور كوريا. وقد تم تغيير العملة الرسمية بسبب التأثير الروسي عليها حيث حلت هذه مكان عملة اليانغ. بقيت هذه العملة متداولة حتى سنة 1910 حيث تم تغييرها بالين الكوري بعد الاحتلال الياباني لشبه الجزيرة الكورية.